# Gynoplistia albizonata
Gynoplistia albizonata là một loài ruồi trong họ Limoniidae. Chúng phân bố ở miền Australasia.